# 張藝瀚
張藝瀚（2010年12月12日—），中國大陸男演員，出生在北京市。

## 演藝生涯
2017年，參與演出科幻動作電影《逆時營救》，為首部電影作品，與楊冪、霍建華、金士傑合作出演，在片中飾演女主角夏天（楊冪 飾）的兒子豆豆。而後參與演出了古裝玄幻劇《三生三世十里桃花》，為其首部電視劇作品，除了與楊冪再度合作外，也與趙又廷、迪麗熱巴等演員共同演出，飾演男女主角夜華（趙又廷 飾）與化成凡人素素的白淺（楊冪 飾）所生的兒子阿離，其小名為「糯米糰子」。

## 影視作品

### 電視劇
| 首播年度 | 劇名             | 角色         | 倫註   |
| -------- | ---------------- | ------------ | ------ |
| 2016年   | 淘氣爺孫         | 莫莫         |        |
| 2017年   | 三生三世十里桃花 | 阿離         |        |
| 2017年   | 問題餐廳         | 洋洋         | 網路劇 |
| 2018年   | 單戀大作戰       | 夏白橙的弟弟 | 網路劇 |
| 2019年   | 我們都要好好的   | 向好漢       |        |
| 2021年   | 生活萬歲         | 小志東       |        |
| 2022年   | 惹不起的千歲大人 | 城主         | 網路劇 |

### 電影
| 上映年份 | 片名           | 角色 | 備註 |
| -------- | -------------- | ---- | ---- |
| 2017年   | 逆時營救       | 豆豆 |      |
| 2017年   | 相愛相親       | 達達 |      |
| 2022年   | 地瓜味的冰激凌 |      |      |
| 2022年   | 封神楊戩       | 哮天 |      |

### 綜藝節目
| 播出時間       | 節目名稱       | 播出平台 | 簡介                   |
| -------------- | -------------- | -------- | ---------------------- |
| 2014年8月30日  | 《快樂大本營》 | 湖南衞視 | 演唱《逆戰》           |
| 2014年11月29日 | 《快樂大本營》 | 湖南衞視 | 演唱《夜空中最亮的星》 |
| 2015年3月8日   | 《出彩中國人》 | CCTV-1   | 演唱《夜空中最亮的星》 |
| 2015年4月10日  | 《天天向上》   | 湖南衞視 | 演唱《好想好想》       |

## 外部連結
- 張藝瀚在豆瓣上的资料（简体中文）
- 張藝瀚在时光网上的簡介（简体中文）